# Tors męski I (Michał Anioł)

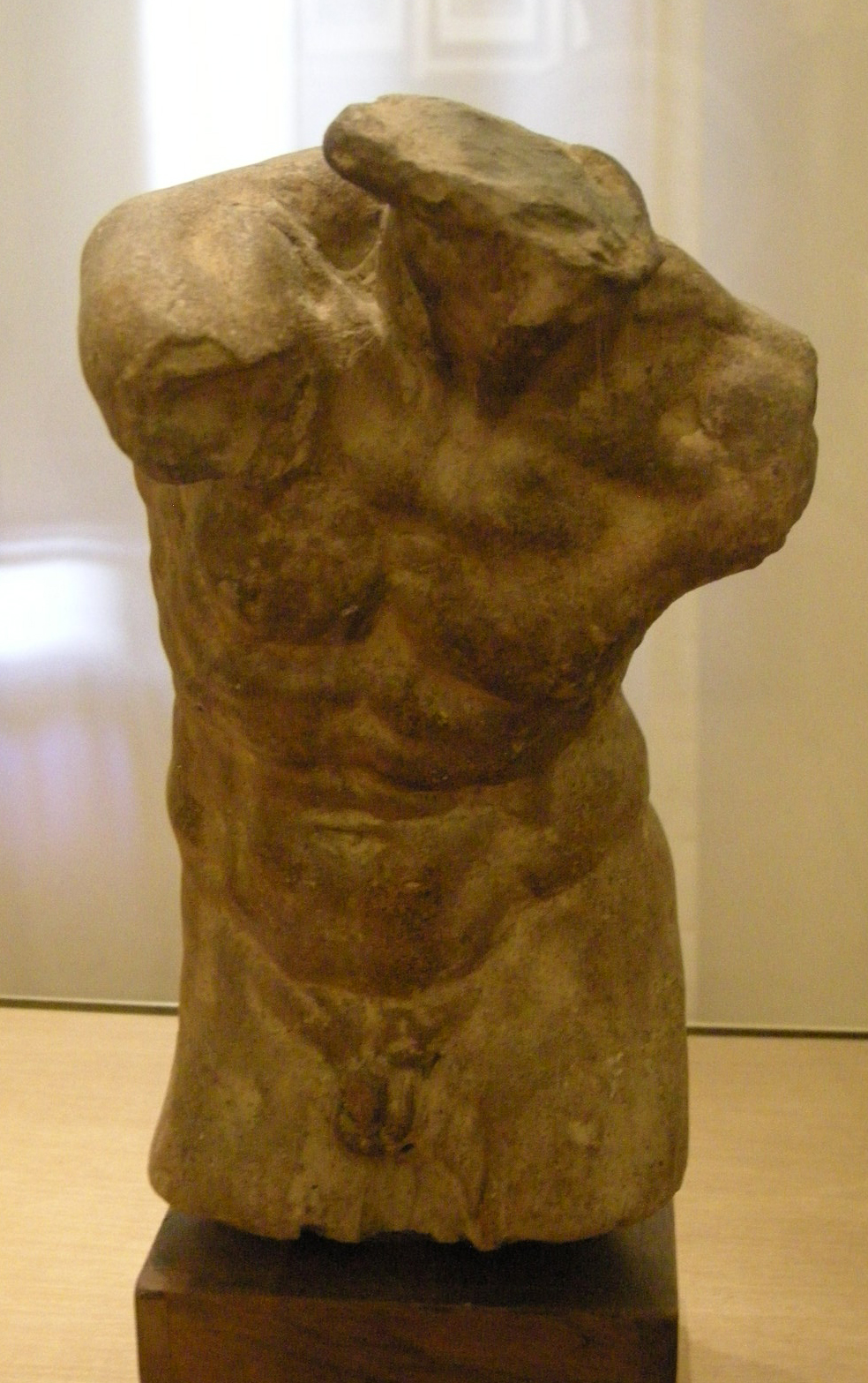

Tors męski I – terakotowe bozzetto wysokości 23 cm przypisywane Michałowi Aniołowi; model datowany na ok. rok 1513 znajduje się obecnie w zbiorach Casa Buonarroti we Florencji.

## Historia i opis
Nie wiadomo kiedy dzieło trafiło do zbiorów Casa Buonarroti; w inwentarzach z końca XIX w. jest przypisywane autorstwu Michała Anioła, obecnie jest to stanowisko powszechnie przyjęte. Charles de Tolnay wskazał na wysoką jakość dzieła cechującego się znacznie wyższym stopniem wykończenia, niż w przypadku innych bozzetti w zbiorach florenckiego muzeum.
Bozzetto przedstawia nagi korpus męski, pozbawiony głowy, rąk i nóg. Wygięcie ciała do przodu powoduje uwydatnienie naprężonych mięśni, układ pleców i szyi sugeruje wykonywanie ruchu wokół osi własnej figury. Bozzetto zostało powiązane z projektem jednego z Jeńców z drugiego projektu nagrobka Juliusza II.